# Delay
Il delay, echo/delay o delay/echo (dall'inglese per "ritardo" e "eco") è un effetto usato per modificare il suono di strumenti musicali elettrici o amplificati. Viene anche talvolta impropriamente chiamato eco.
La funzione generale del delay consiste nel registrare il suono in ingresso e riprodurlo con un determinato ritardo temporale. Solitamente il suono ritardato viene aggiunto al segnale originale, anziché sostituirlo; in questo caso l'effetto complessivo è simile a quello dell'eco. Il concetto è analogo a quello del riverbero: la differenza principale fra questi due tipi di effetti sonori riguarda la scala dei tempi resi disponibili al musicista. Infatti il riverbero riproduce il suono originale con un ritardo minimo, inferiore al decimo di secondo, mentre un delay può produrre il suono ritardato anche di decine di secondi.
Il suono ritardato può a sua volta essere reintrodotto nel sistema di delay, producendo una sequenza di echi. In genere il suono ritardato è riprodotto a un volume inferiore all'originale, cosicché la sequenza di echi sfuma nel tempo, come un'eco fisica in determinate condizioni di acustica.

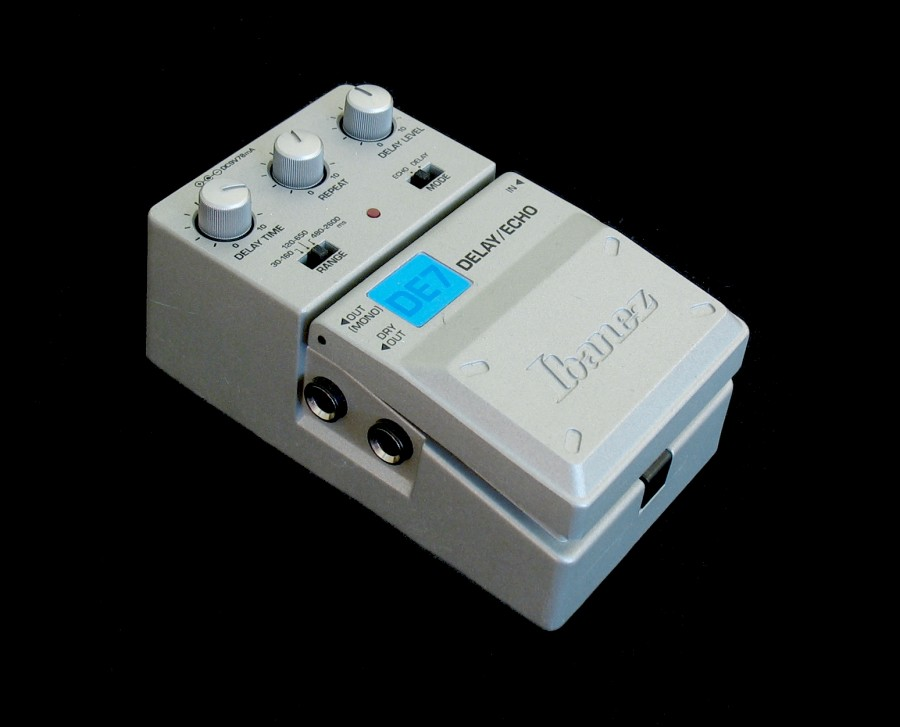
Un delay/echo Ibanez con i tre controlli fondamentali. Si possono osservare i due canali di uscita DRY (il suono originale, "secco") e OUT (l'eco)

In genere un delay offre al musicista almeno tre possibilità di controllo sull'effetto applicato: la scelta della lunghezza temporale del ritardo, consentendo di mandare a tempo gli echi rispetto al ritmo del brano musicale, la scelta del numero massimo di echi, e la scelta del volume degli echi. Si tratta in genere di un effetto a pedale che consente di inserirlo o disinserirlo a piacere senza dover togliere le mani dallo strumento evitando interruzioni.
L'echo/delay è uno degli effetti standard usati in modo frequente nella musica rock. Fra gli artisti che ne hanno fatto tradizionalmente un uso più evidente si possono citare i Pink Floyd, che hanno basato su effetti di eco il sound di moltissimi loro brani, da One of These Days (Meddle, 1971) a Another Brick in the Wall (The Wall, 1979). L'esempio forse più celebre è quello del chitarrista Brian May che nel brano Brighton Rock dei Queen sviluppa un assolo basato esclusivamente sul delay.
I primi delay erano strumenti analogici che usavano un supporto magnetico, per esempio un nastro, per registrare il suono in ingresso in modo simile al funzionamento di un normale registratore a nastro; un esempio di un delay di questo genere è il celebre Roland Space Echo. Questo sistema aveva il difetto di comportare la progressiva usura del nastro impiegato. Tuttavia lasciava anche la possibilità a musicisti con competenze tecniche di agire in modo estremamente creativo sulla riproduzione dei suoni. Un esempio celebre di uso creativo del delay con nastro magnetico è la tecnica delle Frippertronics sviluppata dal chitarrista Robert Fripp e da Brian Eno, che la riprende nuovamente insieme al chitarrista The Edge degli U2 nell'album The Unforgettable Fire della band irlandese. Di rilievo anche l'utilizzo che ne ha fatto Chuck Hammer per la sua guitar synth con un armonizzatore nei brani Ashes to Ashes e Teenage Wildlife dell'album Scary Monsters (and Super Creeps) di David Bowie.
A partire dagli anni ottanta il mercato ha sostituito rapidamente i delay analogici con i delay digitali che digitalizzano il suono in ingresso e lo memorizzano in un circuito che ha caratteristiche analoghe a quelle della memoria RAM dei computer. Questa tecnica presenta il vantaggio di non comportare virtualmente alcun tipo di usura dei componenti, consente una riproduzione più fedele del suono originale e, attraverso la digitalizzazione, può facilmente essere integrata con altri strumenti di elaborazione del suono, Per esempio, molti delay digitali forniscono anche funzioni di flanger, phaser, chorus o altri effetti legati alla modifica della forma d'onda del suono riprodotto.
L'evoluzione naturale del delay tradizionale a pedale è, come per quasi tutti gli altri effetti, l'impiego di software specifici che consentono di ottenere l'effetto nel contesto di un programma di elaborazione musicale per computer.